# Татарская слобода (Москва)
Тата́рская слобода́ существовала с XIV века, располагалась в Замоскворечье в районе современных улиц Большой Татарской и Пятницкой. Её населяли татары — выходцы из Золотой Орды и поволжских татарских княжеств. Она была одной из первых в Москве иноземных слобод. С начала XVII века в черте города.
В настоящее время здесь, в Доме Асадуллаева по адресу Малый Татарский переулок, дом 8, находится татарская национально-культурная автономия города Москвы.
Культурный слой Татарской слободы (XIV в.—XVII в.) — памятник археологии с федеральной категорией охраны.